# مسموطة
المسموطة أكله شعبية عراقية قديمة انفردت بها المحافظات الجنوبية من العراق لتنتقل بعد ذلك إلى بعض المحافظات الأخرى.
وهي حساء أسماك مجفف، تشتهر خصوصا في صبيحة عيد الفطر.

## طريقة التحضير

### التجفيف
يتمّ فيها تنظيف السمك وتنزع منه القشور وترشّ كمية كبيرة من الملح، ويعلق لعدة أيام على حبال في الظل، أو تحت أشعّة الشمس حتى يجف بشكل تام، وذلك بتعليقه على حبل بعد أن تجمع كل مجموعة منه بخيوط على شكل قلادة بالنسبة إلى الأسماك الصغيرة، أما الكبيرة فتعلق كل سمكة بمفردها.

### الطبخ
هناك طرق مختلفة لطبخه، حيث يتم غسل السمك وتقطيعه، ثم إعداد المكونات الضرورية لتحضير المسموطة، كالزيت والماء والبصل والثوم والتوابل كالكركم والكاري ، بعض العوائل تضيف البامية واللوبيا، ثم توضع على النار، وتنتج حساء ذا لون أصفر، وتقدم مع الخبز الحار والمخللات والبصل الأخضر الطازج والتمر والراشي واللبن والنومي الحامض وغيرها.

## الأصول
تعود أصول الأكلة إلى الحضارة السومرية وتوارثها العراقيون، وهناك من يرى بأن إسمها مشتق من اللفظة العامية «تسمط» والتي ترادف السلق بالماء مع الملح والتوابل، واعتاد الناس في جنوب العراق على تذوق واستطياب واستحباب هذه الطبخة في الأكل كوجبة غذائية مهمة ومشهورة في الأوساط الشعبية وقد تتفنن العوائل في طبخها .

## المعنى

#### جاء في اللغة كما في كتاب تاج العروس ولسان العرب:
الشصب بالفتح السمط والسلخ، يقال شصب الشاة: سلخها، وقال أبو العباس: المشصوبة الشاة المسموطة، والشصب اليبس ويحرك ذكرهما الصاغاني، والشصاب: القصاب وهو الجزار، والشصب كعنق الشاة المسلوخة، وعيش شاصب: شاق، وقد شصب عيشه شصبا وشصبا و شصب کنصر يشصب شصوبا فهو شصب كفرح وشاصب...) كما وقد ورد ذكر أسم اللحوم المسموطة في كتاب الطبيخ لأبن سيار الوراق. وقد ذُكرت الدجاجة المسموطة واللوان من الأطعمة في أحد المؤلفات

## الأنواع
تختلف أنواع المسموطة حسب نوع السمك المجفف، فهناك نوع يسمى المهروثة، وهو نوع من الأسماك، يكون كبيراً، ويقطَع منه الرأس والذيل، وتستخرج منه العظام بعدها، ليتمّ إعداده بالطريقة التي تعد فيها المسموطة، مع إضافة القليل من خلاصة الطماطم، كما قد تضاف البامية إليه.